# Зоретрус (роман)
«Зоретрус» (англ. Starquake) — науково-фантастичний роман американського письменника Роберта Л. Форварда, виданий 1985 року як продовження роману «Яйце дракона». Роман розповідає про життя цивілізації Чіла, представники якої живуть на нейтронній зірці під назвою «Яйце дракона», намагаючись відновитись після катастрофічного зоретрусу.
Роман був прочитаний фізиком-теоретиком Шоном Керролом, який назвав його улюбленим науково-фантастичним романом.

## Сюжет
Роман розпочинається з місця, в якому завершилася розповідь у «Яйці дракона», ідеально продовжуючи сюжетну лінію. У той час як люди-вчені на борту корабля «Вбивця Драконів» готуються до виходу на орбіту, представники цивілізації Чилі на поверхні планети продовжують свій швидкий розвиток (у них швидший, ніж у людей, метаболізм). Ключовими у сюжеті «Зоретрусу» є два місця. Перше — коли людський корабель пошкоджений, а Чіли мають відновити корабель, перш ніж сили припливу вб'ють людей на його борту. Після цього розпочинається катастрофічний зоретрус. Дослідники цивілізації Чіла в космосі вижили, але втратили технологію для повернення на поверхню своєї планети. Усі представники Чіла на поверхні планети загинули, окрім чотирьох її представників. Усі наступні нащадки цивілізації Чіла походять від цих чотирьох осіб. Певний час на поверхні планети Чіла зберігаються зачатки цивілізації, але зрештою з'являється варвар-завойовник. Ті представники Чіли, які залишилися в космосі, та люди безпорадно спостерігають як на планеті настає нова темна епоха.
У другій частині історії розповідається про героїчну боротьбу «космічних Чилі», які з незначною допомогою від людей, зрештою зможе повернутись на поверхню, перемогти варварського тирана та розпочати відновлювати цивілізацію Чіла.

## Видання
- Robert L. Forward. Starquake. — Ballantine Books, 1985.